# کونگه اسپیله

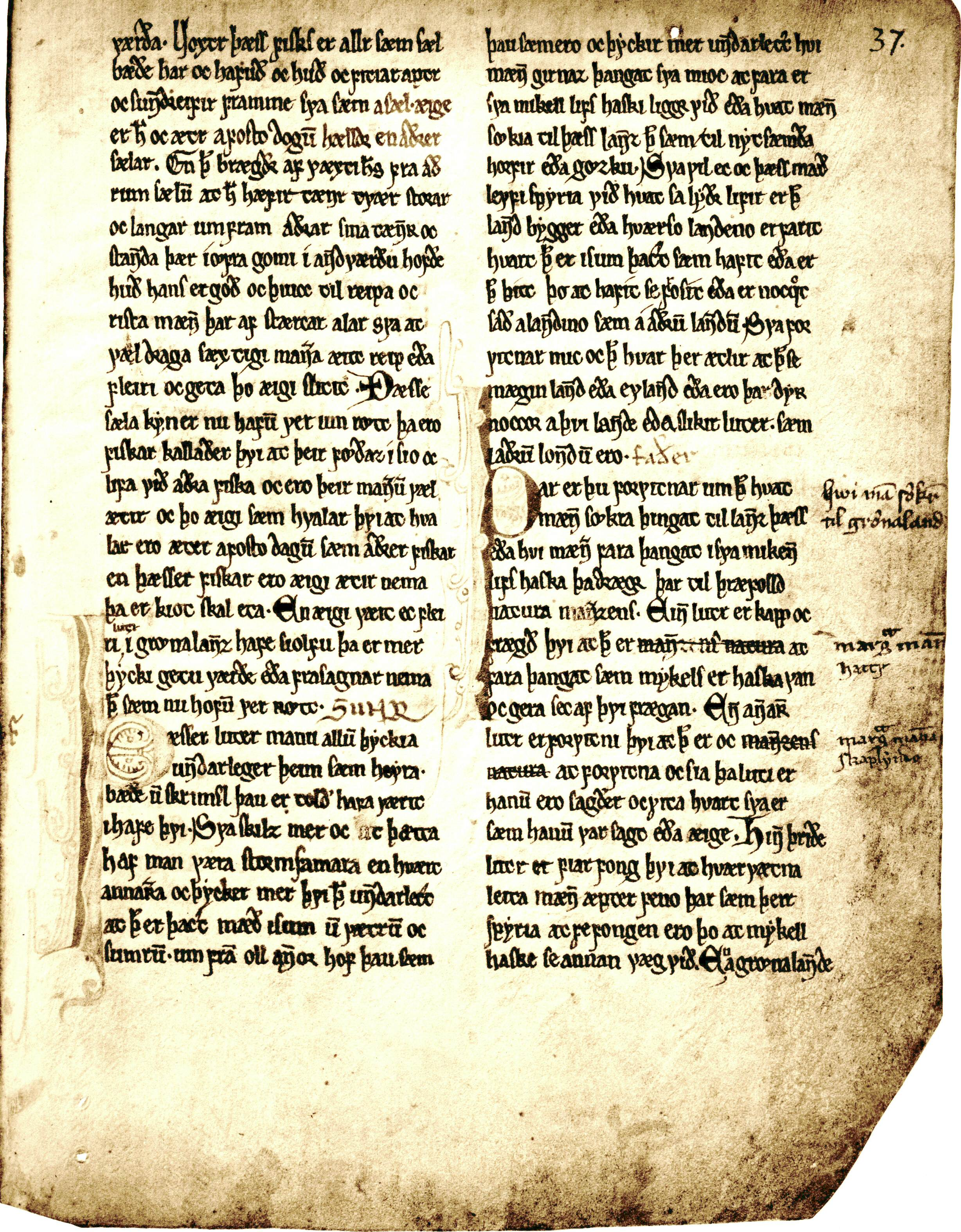
یک صفحه باقی مانده از کونگه اسپیله (آینهٔ شاه)

کونگه اسپیله،(به زبان نورس باستان:Konungs skuggsjá) معنی آینهٔ شاه، می‌دهد. آینهٔ شاه، یک نوشتارتربیتی، آموزشی و فلسفی نروژی، متعلق به اواسط قرن ۱۳ میلادی (سالهای بعد از ۱۲۰۰ میلادی) است. این نوشتار، مهمترین اثر ادبی نروژ محسوب می‌شود که بخش‌هایی از آن در شکل مادی خود، از قرون وسطی باقی مانده‌است.
کونگه اسپیله (آینهٔ شاه) مطابق با سنت نوشته‌های فلسفی که به دوران باستان بر می‌گردد، شکل گفتگو دارد. پسری سؤالاتی می‌پرسد و پدری در تلاش پاسخ به این سؤالات، پسر را پند داده و راهنمایی می‌کند.
از دیباچهٔ کتاب، چنین استنباط می‌شود که کونگه اسپیله یا آینهٔ شاه، باید مشتمل بر ۴ فصل باشد: 
۱- امور تجارت و بازرگانی ۲- پادشاه و مقامات تحت فرمان ۳- رهبران و اقشار روحانی 
۴- دهقانان و کشاورزان 
 از این ۴ فصل که بر اساس شهود برآورد شده، تنها ۲ فصل مقدم، در مجموعهٔ در دست باقی است.

## محتوی

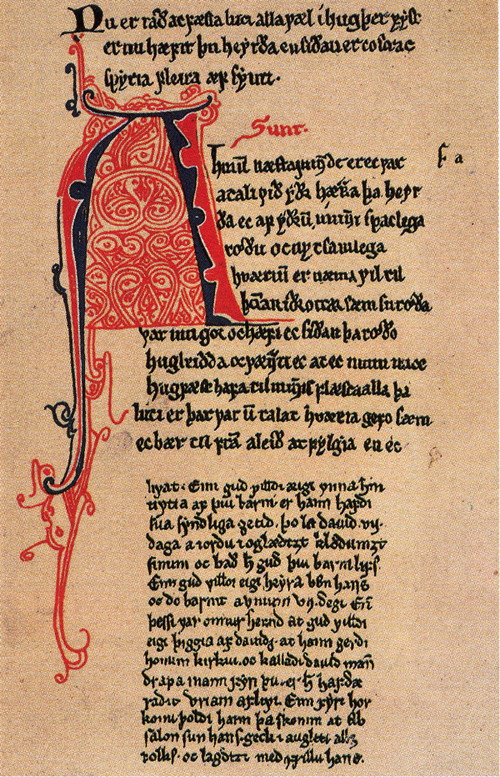
صفحه ای دیگر که از کونگه اسپیله (آینهٔ شاه) باقی است.

بخش اول، شامل توصیه‌های عملی و اخلاقی در مورد بازرگانی و دریانوردی است. از جمله در این بخش شرایطی مانند، وزش باد، جزر و مد، تغییرات دما در گرداگرد جهان (زمین کروی است!) و دیگر شرایط اقلیمی مورد بحث قرار می‌گیرند. همچنین در این بخش کشورهایی مانند ایسلند، گرینلند و ایرلند که در جغرافیای آن زمان در حاشیه محسوب شده و کمتر مقصد سفر قرار می‌گرفتند، بررسی می‌شوند.
بخش دوم، در مورد اطرافیان پادشاه، رفتار درباریان و سلحشوران است. در کنار موارد دیگر، در این فصل نویسنده، از جمله به مشکلاتی می‌پردازد که در صورت مرگ پادشاه؛ و ابهام در تعیین جانشین وی، بروز خواهد کرد.
سپس، پدر که نقش آموزگار را نیز ایفا می‌کند. مستقیماً بحث را به امور کشورداری و سیاست وارد می‌کند. در این فصل پدر، رابطهٔ مذهب و پادشاه را به پسر توضیح می‌دهد. وی معتقد است که پادشاه تابع روحانیون نیست و بلکه این روحانیون هستند که باید مطیع پادشاه باشند. در این بخش در حین بحث به دفعات از کتاب مقدس و روایات مذهب مسیحی، شاهد آورده شده و نقل قول می‌شود.
کونگه اسپیله (آینهٔ شاه) با یادآوری صلاحیت قضایی پادشاه به پایان می‌رسد. در این بخش پایانی، نمونه‌هایی از قضاوت، از کتاب مقدس شاهد آورده می‌شود. پدر صحبت از ۲ شمشیر می‌کند که نماد قدرت اجرایی و مجازاتند. یکی شمشیر پادشاه، که در همه حال برنده است و ضامن اجرای احکام ؛ چه بد و چه خوب؛ و دیگری شمشیر روحانی که تنها اگر بر اساس حق و عدالت به کار رود، برندگی خواهد داشت. شمشیری که اگر به حکم قضاوتی ظالمانه بکار رود نه مضروب، بلکه ضارب را مجروح خواهد کرد.